# Giovanni Valerio Oliveri
Giovanni Valerio Oliveri (Chiusa di Pesio, circa 1808 – Torino, 16 ottobre 1852) è stato un politico italiano.

## Biografia
Fu Deputato del Regno di Sardegna in due legislature per il collegio di Boves. Nel corso della III, cessò il mandato nel novembre 1849 a causa della sua nomina come docente di geometria presso l'Accademia Reale di Torino. Rieletto nella IV legislatura, si dimise nell'aprile 1852.